# Такетойо

Такето́йо (яп. 武豊町, たけとよちょう, МФА: [taketojo t͡ɕoː]?) — містечко в Японії, в повіті Тіта префектури Айті. Розташоване в південній частині префектури, на сході півострова Тіта. Отримало статус містечка 1891 року. Площа становить 25,82 км². Станом на 1 серпня 2011 року населення складало 42 509  осіб, густота населення — 1650 осіб/км².   